# 維多利亞鎮區 (伊利諾伊州諾克斯縣)
維多利亞鎮區（英語：Victoria Township）是位於美國伊利諾伊州諾克斯縣的一個行政鎮區。

## 地方資料
根據2010年美國人口普查的數據，維多利亞鎮區的面積為91.90平方千米，當中陸地面積為90.60平方千米，而水域面積為1.30平方千米。當地共有人口367人，而人口密度為每平方千米3.99人。